# Aurora Place
Aurora Place je mrakodrap v australském Sydney. Postaven byl podle návrhu, který vypracoval architekt Renzo Piano. Má 41 podlaží a výšku 219 m. Výstavba probíhala v letech 2000–2001 a náklady byly 500 milionů dolarů.